# 食性
食性（しょくせい、feeding behaviours、food habit）とは、動物の食物に関する性質のことである。動物は個体維持のために食物を食べるが、その種類や様式（食べ方）は、動物の種類によって異なり、非常に多様である。

## 食性による動物の分類
食物の種類を区別する食性（food habit）と摂食の方法を区別する採食習性（feeding habit）があるが、これらはしばしば混同され「食性」としてひとくくりにされる。
食性（食餌性）の違いによる動物の分類と、それに対応する摂食食物を示す。
英語の接尾辞 -vore はラテン語の vorāre （ウォラーレ。「eat、食う、むさぼる」の意）を語源とし、動物の食性（食餌性）の種類（食性による分類）を示す名詞を形成する。同様の意義の形容詞を形成するのには、接尾辞 vorous を使用する。
左から順に、和名（不明なものあり）、英語名、対応する摂食食物、備考（※）である。
| 食べ物による分類（狭義の食性）                       |                                                      |                  |                                  |                                                    |
| 動物食動物（広義の肉食動物）                         | 動物食動物（広義の肉食動物）                         | carnivore        | 動物全般                         |                                                    |
|                                                      | （狭義の）肉食動物                                   | carnivore        | 四肢動物                         | 鳥獣食動物、flesh eater。                          |
| 魚食動物                                             | piscivore                                            | 魚類             |                                  |                                                    |
| 虫食動物                                             | insectivore                                          | 昆虫など         |                                  |                                                    |
|                                                      | molluscivore                                         | 軟体動物         | 貝食性。                         |                                                    |
| 血食動物                                             | sanguinivore                                         | 血液             |                                  |                                                    |
|                                                      | spongivore                                           | 海綿動物         |                                  |                                                    |
|                                                      | ophiophagy                                           | ヘビ             |                                  |                                                    |
|                                                      | lepidophagy                                          | 魚の鱗（うろこ） | 鱗食魚。                         |                                                    |
| 植物食動物（広義の草食動物）                         | 植物食動物（広義の草食動物）                         | herbivore        | 植物全般                         |                                                    |
|                                                      | （最も狭義の）草食動物                               | graminivore      | イネ目などの草本                 |                                                    |
| 葉食動物                                             | folivore                                             | 葉               |                                  |                                                    |
|                                                      | xylophagy                                            | 木本             | シロアリ等による木食い。材食性。 |                                                    |
| 花粉食動物                                           | palynivore                                           | 花粉             |                                  |                                                    |
| 蜜食動物                                             | nectarivore                                          | 蜜               |                                  |                                                    |
| 樹液食動物                                           | mucivore                                             | 樹液、茎液       |                                  |                                                    |
| 果実食動物（果食動物）                               | frugivore                                            | 果実             |                                  |                                                    |
| 穀物食動物（穀食動物）                               | granivore                                            | 種子、穀物       |                                  |                                                    |
| 藻食動物                                             | algivore                                             | 藻類             |                                  |                                                    |
| 雑食動物                                             | 雑食動物                                             | omnivore         | 動物と植物                       |                                                    |
| 土食動物                                             | 土食動物                                             | limnivore        | 土、泥                           |                                                    |
| デトリタス食動物                                     | デトリタス食動物                                     | detritivore      | デトリタス                       |                                                    |
| 菌食動物                                             | 菌食動物                                             | mycovore         | 真菌                             |                                                    |
| 細菌食性生物                                         | 細菌食性生物                                         | bacterivore      | 真正細菌                         |                                                    |
| 腐食動物                                             | 腐食動物                                             | saprophagy       | 死体や排出物など                 | 食糞など。                                         |
|                                                      | 腐肉食動物（屍肉食動物）                             | scavenger        | 腐肉（自ら殺していない動物）     | 肉食の一部。                                       |
| 食べ方による分類（採食習性）                         |                                                      |                  |                                  |                                                    |
| 捕食動物                                             | 捕食動物                                             | predator         | 自ら殺した動物                   | 肉食の一部。                                       |
| 濾過摂食動物                                         | 濾過摂食動物                                         | filter feeder    | プランクトン、デトリタス         |                                                    |
| 非選択的採食型（粗飼料食型、グレーザー、グレイザー） | 非選択的採食型（粗飼料食型、グレーザー、グレイザー） | grazer           | 低質の植物（牧草など）           | 草食の一部。                                       |
| 選択採食型（濃厚食選択型、ブラウザー）               | 選択採食型（濃厚食選択型、ブラウザー）               | browser          | 高質の植物（芽、若草、花など）   | 草食の一部。グレイザーとブラウザーの中間型もある。 |

- トロファラクシス（英語版）(栄養交換) ‐ アリなどの昆虫にみられる口移しなどによる栄養の受け渡し。
- 繊毛粘液摂食、粘液摂食（英語版）
- 乳、素嚢乳、乳離れ（英語版）
- ペドファジー（英語版） ‐ 若い動物や卵を選んで食す食性
- 胎盤食
- 異食症 - 動物にもみられる。Stone chewing（石食）
  - ストーンチューイング
  - 食木症（英語版）
- オステオファジー（英語版）（骨角食、骨噛み）
- 動物生薬学（英語版） ‐ 動物の生薬利用について[5]。

## 研究
85%の節足動物、6%の軟体動物、5%の脊椎動物を含む比例的にサンプリングされた1087分類群では、63%が肉食、32%が草食、3%が雑食で肉食性の分類群が多い。この研究の筆頭著者の研究者は、最初の動物は肉食性であったとし、肉食性から草食への進化は、腸内で草を発酵させる腸内細菌叢（後腸発酵）、牛のように4つの胃をもつなどの特殊な内臓の進化、反芻・食糞などが必要であり、進化のハードルが高いことを示唆しているとしてる。